# Бартенєв Сергій Петрович
Сергій Петрович Бартенєв (рос. Сергей Петрович Бартенев; 1863—1930) — російський музикант, піаніст (учень Сергія Танєєва), композитор, дослідник.
Батько — Петро Бартенєв, російський історик, бібліограф і археограф, видавець і редактор журналу «Русский архив». Брат — Юрій Бартенєв, російський громадський діяч, монархіст.
Відомий, зокрема, своєю книгою про Московський кремль.